# Turner Broadcasting System
A Turner Broadcasting System, Inc. (frequentemente abreviado Turner Broadcasting System, TBS, Inc. ou simplesmente Turner e também conhecido como Superstation Inc.) foi um conglomerado de mídia dos Estados Unidos fundada por Robert Edward "Ted" Turner. Embora tenha sido formada em 1970, iniciou e manteve suas operações com outros dois nomes por quase duas décadas até chegar a usar o atual naquele ano. Fundiu-se com a Time Warner em 10 de outubro de 1996. Circulação ativa da empresa incluem CNN, HLN, TBS, TNT, Cartoon Network, Adult Swim, Boomerang, TruTV, Turner Classic Movies (TCM), Tooncast e TNT Sports.
Em 4 de agosto de 1986, fundou a Turner Entertainment Co. para administrar os direitos de filmes, séries e/ou desenhos dos estúdios Metro-Goldwyn-Mayer (pré-1986), United Artists, Paramount, Warner Bros. (pré-1948) e RKO Pictures (pré-1957) e atualmente a Esporte Interativo.
Sua sede se localizava no CNN Center, no centro da cidade de Atlanta.
Em 2019, após uma reestruturação do grupo WarnerMedia, a marca Turner deixou de existir, e seus canais foram para outras divisões da WarnerMedia. Cartoon Network, Boomerang, Adult Swim e TCM foram transferidos para a Warner Bros. Entertainment, enquanto os canais CNN, TBS, TNT, Space, TruTV e I.Sat foram transferidos para a nova divisão WarnerMedia Entertainment, que após a fusão da WarnerMedia e Discovery em 2022 virou Warner Bros. Discovery U.S. Networks.

## Canais

### Canais americanos

#### Notícias
- CNN (também em HD)
- HLN
- CNN Airport
- CNN International
- CNN en Español

#### Entretenimento
- TBS (também em HD)
- TNT (também em HD)
- TCM
- TruTV
- TNT Séries
- I.SAT
- Space
- Adult Swim

#### Transmissão a Cabo
- WPCH-TV (Operado pela Meredith Corporation e com Local Marketing Agreement)

#### Infantis
- Cartoon Network (também em HD)
- Boomerang
- Tooncast
  - Cartoon Network Studios (Produções para Cartoon Network)

#### Sites
- EIPlus.com.br
- AdultSwim.com
- CartoonNetwork.com
- CNN.com
- HLNtv.com
- TBS.com
- TCM.com
- TNTDrama.com
- truTV.com
- TeamCoco.com
- VeryFunnyAds.com
- BleacherReport.com
- NBA.com
- PGA.com
- www.tooncast.tv
- www.boing.it

#### Esportes
- NBA TV (Operado pela Turner, em nome da National Basketball Association)
- Esporte Interativo (extinto) (Marca para eventos esportivos para o Space e TNT)

## Subdivisões
- TBS Internacional, a empresa engloba os canais ao redor do mundo.
  - TBS Europa, a empresa criada em 1993, engloba os canais da Europa, África e Médio Oriente.
  - TBS América Latina, a empresa criada em 1993, engloba os canais da América Latina.
  - TBS Ásia e Pacífico, a empresa criada em 1989, engloba os canais da Ásia e Pacífico.